# Dolní Lhota (Zlín)
Dolní Lhota é uma comuna checa localizada na região de Zlín, distrito de Zlín.